# Borroloola
Borroloola är en ort i Australien. Den ligger i kommunen Roper Gulf och territoriet Northern Territory, omkring 710 kilometer sydost om territoriets huvudstad Darwin. Borroloola ligger 14 meter över havet och antalet invånare är 926.
Trakten runt Borroloola är nära nog obefolkad, med mindre än två invånare per kvadratkilometer.. Det finns inga andra samhällen i närheten. 
Omgivningarna runt Borroloola är huvudsakligen savann. Genomsnittlig årsnederbörd är 1 211 millimeter. Den regnigaste månaden är januari, med i genomsnitt 349 mm nederbörd, och den torraste är augusti, med 1 mm nederbörd.